# Härlingstorp (Skara)

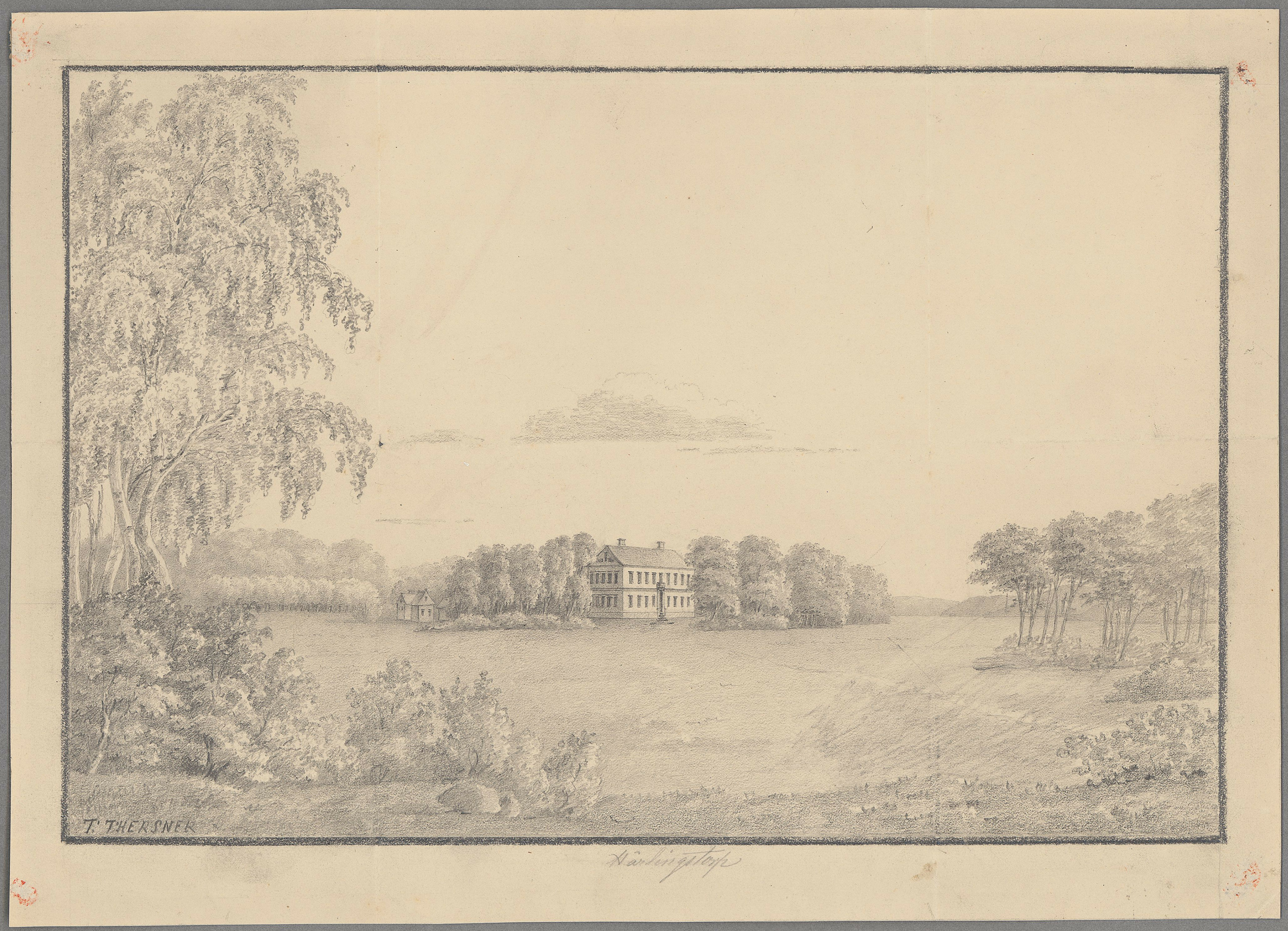
Härlingstorp auf einer Zeichnung von Thora Thersner (1818–1867)

Härlingstorp  ist ein Gehöft in der schwedischen Gemeinde Skara etwa 1,5 Kilometer nördlich des Dorfes Axvall. Es liegt in der Provinz Västra Götalands län sowie der historischen Provinz (landskap) Västergötland.

## Verkehr

### Haltepunkt
Härlingstorp war 1874–1966 ein Haltepunkt bei Streckenkilometer 18,7 der schmalspurigen Lidköping–Skara–Stenstorps Järnväg mit einer Spurweite von 891 mm.

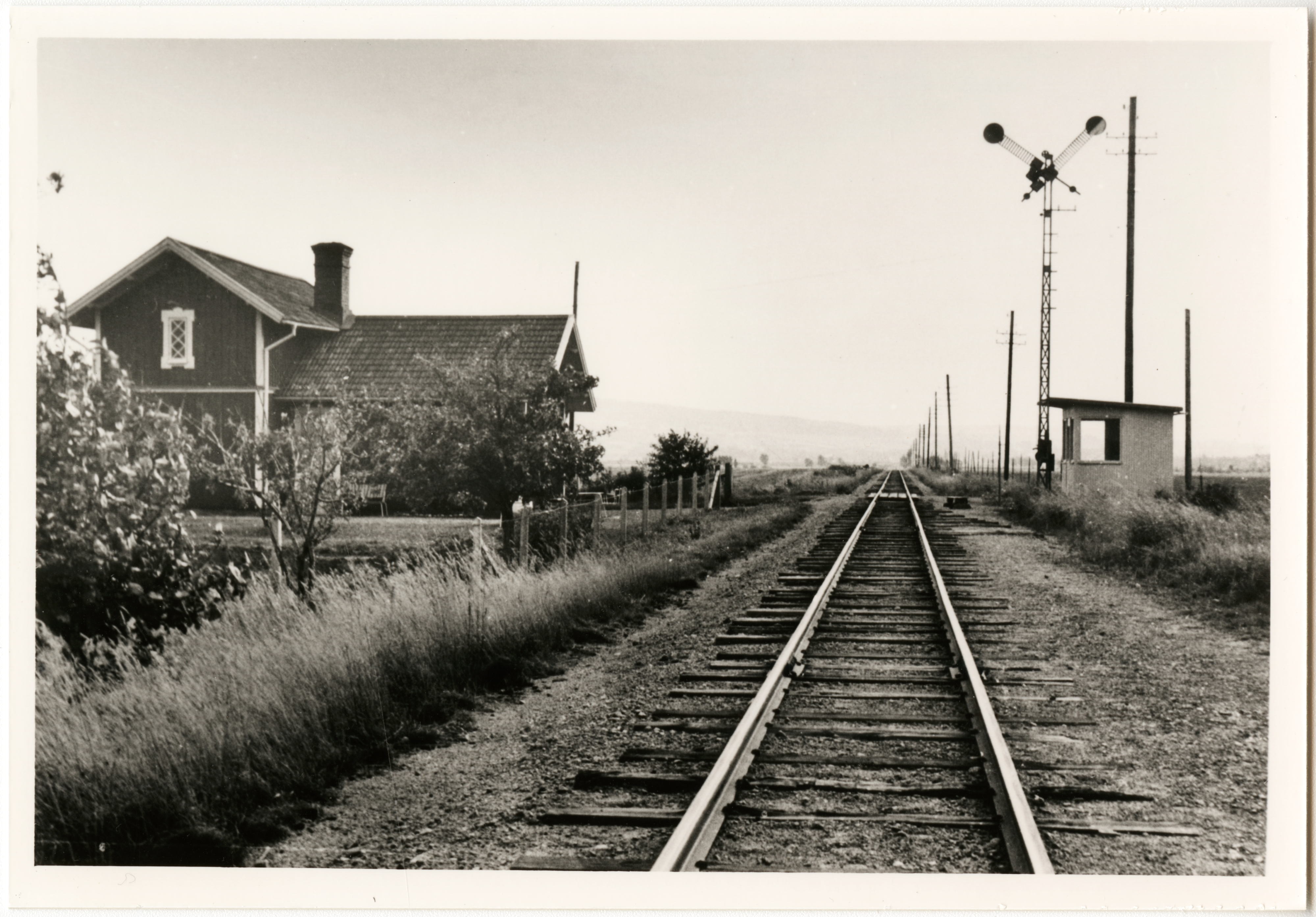
Haltepunkt Härlingstorp, 1957

### Torfbahn
Von der seit den 1980er Jahren stillgelegten Streutorffabrik Röde Mosse führt eine 1917 verlegte Torfbahn mit einer Spurweite von 600 mm zum Haltepunkt Härlingstorp.
Der Lokschuppen mit einer der Lokomotiven, der Bahnhof der Fabrik mit mehreren Gleisen und eine Feldbahnstrecke im Röde Mosse sind noch auf einem unzugänglichen Privatgelände erhalten.

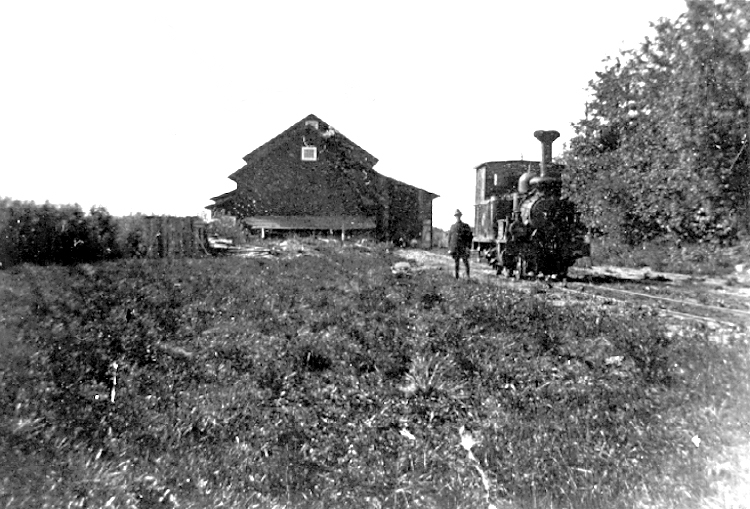
Lok Nr. 12
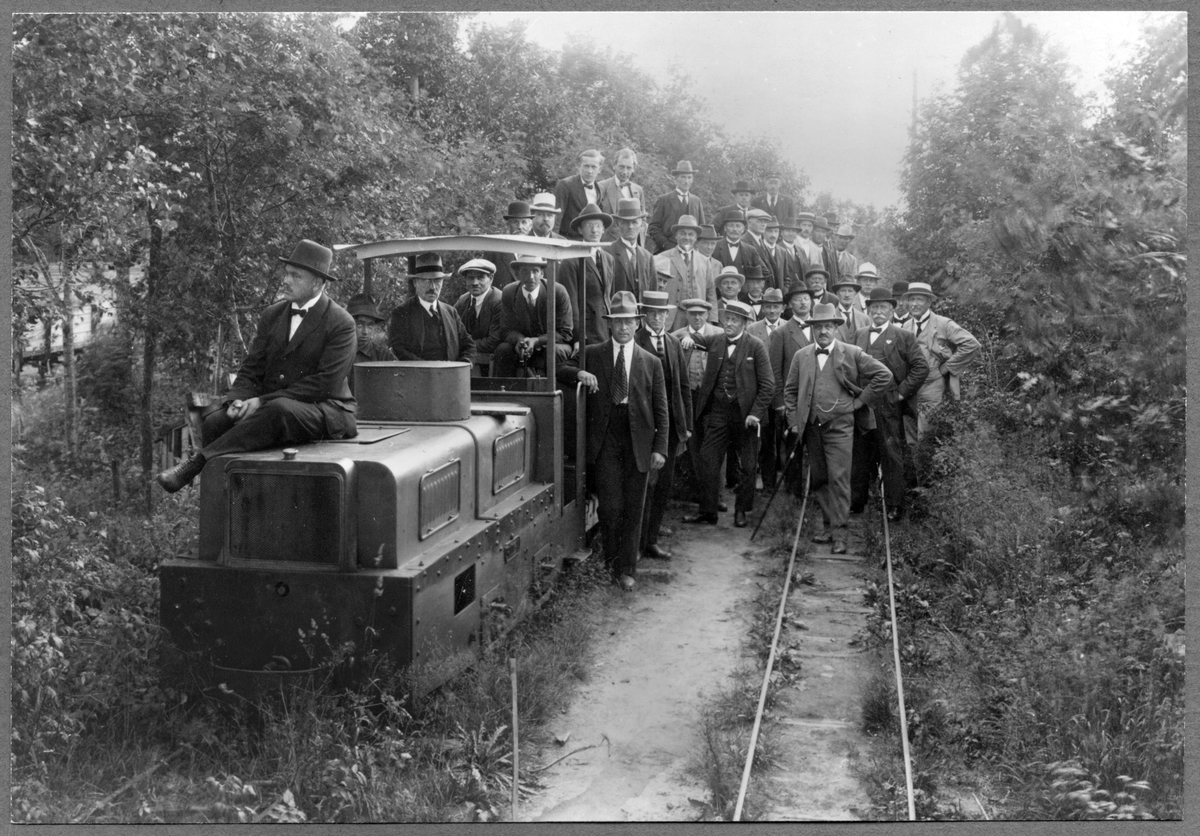
Söderblom-Lokomotive Röde 3